# Kovnica novca
Kovnica novca je naziv za industrijsko postrojenje, odnosno radionicu namijenjenu i opremljenu u svrhu proizvodnje kovanica koje se poslije koriste kao novčana jedinica u nekoj državi.
Pojavom metala i razvojem vještina kovanja i taljenja nisu se odmah pojavile kovnice novca. Tek uvođenjem plaćanja putem kovanica odnosno novca, u Drevnom Egiptu, Kaldeji i Asiriji osnivaju se prvo kovačnice, a potom se iz njih izdvajaju kovnice novca.
Razvojem ljudske civilizacije i napretkom tehnologije, u kovanju su se počeli upotrebljavati i zlato, srebro i patina, uz ustaljeni bakar i broncu.
Prve kovnice koje su kovanice radile od zlata, srebra i elektruma osnivane su u Lidiji, iz koje se ta vještina proširila u Staru Grčku, gdje je svaki polis (grad država) imao svoju vlastitu kovnicu novca i vlastitu valutu.
U isto vrijeme, kovnice novca pojavile su se i na području azijskih civilizacija Koreje, Kine i Japana.
Najveći utjecaj u kovanju novca ostavilo je Rimsko Carstvo, koje je vlastitu valutu (sestercije) kovalo od 4. stoljeća pr. Kr. do svoga pada 476.

## Vanjske poveznice
- www.royalmint.com - Britanska kraljevska kovnica novca (engl.)
- www.monnaiedeparis.fr - Pariška kovnice novca (fr.)
- www.wildwinds.com - Novci Rimskog Carstva (engl.)